# Kenta Nagasawa
Kenta Nagasawa –en japonés, 長澤憲大, Nagasawa Kenta– (8 de diciembre de 1993) es un deportista japonés que compite en judo. Ganó una medalla de bronce en el Campeonato Mundial de Judo de 2018, en la categoría de –90 kg.

## Palmarés internacional
| Campeonato Mundial | Campeonato Mundial | Campeonato Mundial | Campeonato Mundial |
| Año                | Lugar              | Medalla            | Categoría          |
| ------------------ | ------------------ | ------------------ | ------------------ |
| 2018               | Bakú (Azerbaiyán)  | Medalla de bronce  | –90 kg             |